# República de Lakota
La República de Lakota o República de Lakotah es un país propuesto autoproclamado dentro de las fronteras de los Estados Unidos que reclama parte de los estados de Dakota del Norte, Dakota del Sur, Nebraska, Wyoming y Montana.

## Historia
Un grupo de amerindios norteamericanos, denominados Delegación de Libertad Lakota, argumenta que la afirmación reciente de independencia no es una secesión de los Estados Unidos, sino una reiteración de soberanía.
Hasta la fecha, el país no es reconocido y ciertos miembros de la tribu lakota argumentan que no fueron representados en las decisiones. El verdadero grado de apoyo a la Delegación de Libertad Lakota o para la renuncia lakota de los Estados Unidos es desconocido.
La Delegación de Libertad Lakota no reconoce ni a los presidentes ni a los gobiernos tribales reconocidos por la Oficina de Asuntos Indígenas estadounidense, a veces acusándoles de «colaboracionistas».

## Territorios
Las fronteras reclamadas de Lakotah son el río Yellowstone, al Norte; el río Platte Norte, al Sur; el río Misuri, al Este; y una línea irregular marcando el Oeste. Estas fronteras coinciden con las establecidas en el Tratado de Fort Laramie en 1851:

El territorio de los Sioux o Nación Dakota, comenzando al desembocadura del río White Earth, sobre el río Misuri; de ahí en una dirección del sudoeste a las bifurcaciones del río Platte; de ahí la desembocadura norte del río Platte arriba a un punto conocido como los Red Buts, o donde el camino deja el río; de ahí a lo largo de la sierra conocida como las Black Hills, a las aguas frontales del río Heart; de ahí por el río Heart hasta su desembocadura; y de ahí por el río Misuri al lugar de origen.

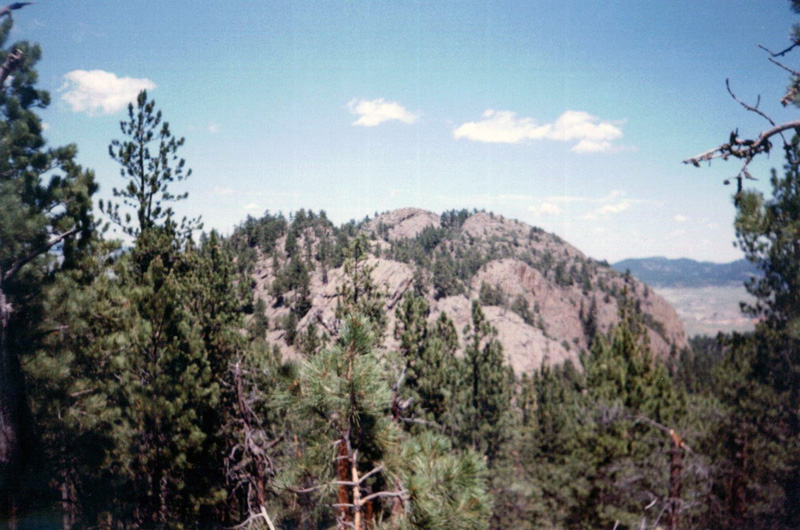
Inyan Kara en las Black Hills es una montaña sagrada para el pueblo lakota.

Según estas demandas, la ciudad más grande en Lakotah es Omaha, Nebraska. Las fronteras contienen también al monte Rushmore. Las reservas indias que la República reclama incluyen los condados más pobres en los Estados Unidos.
La República de Lakota está en negociaciones para establecer una empresa propia de energía y espera fomentar la energía solar y la eólica y vender electricidad excedente a los Estados Unidos. 
Desde el primero de enero del 2008 la República ha declarado que van a presentar demanda de embargo sobre todas las tierras mantenidas por el gobierno estadounidense dentro de sus fronteras.

## Política y gobierno
La ciudadanía estaría abierta al pueblo lakota y a cualquier residente de las tierras lakotas que renuncie a su ciudadanía estadounidense. El grupo piensa en expedir sus propios pasaportes y carnés de conducir.
La República de Lakotah propone que la nación se organice como confederación según los principios libertarios de posse comitatus y caveat emptor, brindaría «libertad individual por dominio comunitario» y no impondría impuestos a escala nacional. Sin embargo, se permitirá exigir impuestos con permiso de los gravados comunidades individuales dentro de la nación. No se ha propuesto moneda, aunque Russell Means ha sugerido que el país no use una moneda fiduciaria sino que adopte un patrón oro.
Means ha afirmado que el sistema gubernamental se derivará del sistema lakota tradicional. Dijo: 

Vamos a llevar a cabo como vivíamos antes de la Invasión. Cada comunidad en sí será un pequeño estado... Formarán la federación conocida como la República de Lakotah.

Actualmente, Means se identifica como el «Facilitador Principal» de un gobierno provisional. Los líderes de las comunidades serían elegidos informalmente por los mayores, según la tradición lakota.

### Disputa del nombre
Hay conflicto dentro de la Delegación sobre el nombre del país. Russell Means promulga el nombre República de Lakotah, mientras que Canupa Gluha Mani y otros miembros de la Delegación proponen Lakotah Oyate, argumentando que «república» es un concepto romano, no lakota. Desestiman también el concepto de un gobierno provisional, razonando que el gobierno de Lakotah es continuo con el gobierno tradicional del pueblo lakota. No se ha propuesto ninguna capital. La República de Lakotah tiene su sede en Porcupine, Dakota del Sur con planes de trasladar el gobierno cerca de Rapid City, Dakota del Sur en el futuro. La capital preferida por Lakotah Oyate es Hill City, también en Dakota del Sur.

## Afirmación de Independencia
La Delegación de Libertad Lakota viajó a Washington D.C. y se puso en contacto con el Departamento de Estado de los Estados Unidos, declarando que el pueblo lakota se ha retractado de varios tratados entre la tribu y el gobierno estadounidense. La Delegación presentó una carta fechada el 17 de diciembre de 2007 y firmada por varios viejos activistas como Russell Means, Garry Rowland, Canupa Gluha Mani y Phyllis Young. Citaron grandes violaciones de los tratados entre los Lakota y los Estados Unidos como la causa inmediata para retractarse. La carta invitó al gobierno estadounidense a participar en negociaciones con la entidad recién proclamada. Si negociaciones de buena fe no comienzan, amenazan con embargar todas las transacciones de inmuebles dentro de la región lakota.
El grupo ha buscado reconocimiento internacional para Lakotah en las embajadas de Venezuela, Bolivia, Chile y Sudáfrica, y ha afirmado que Irlanda y Timor Oriental están «muy interesados». Esperan reconocimiento de Rusia, y han hecho referencia a Finlandia e Islandia también. Sin embargo, ninguno de estos países ha anunciado públicamente reconocimiento para Lakotah.
Tanto la República de Lakotah como Lakotah Oyate rechazan los medios violentos de algunos de sus miembros anteriores. Canupa Gluha Mani dijo: «Eso no es una lucha armada», mientras que Russell Means llama a los medios violentos usados en el pasado «imbecilidad».
Esta declaración de independencia ocurre después de un periodo preparatorio de treinta y tres años, durante lo cual las legalidades de la retractación de los tratados fueron exploradas.

## Base legal para independencia
Los partidarios de Lakotah mantienen que su afirmación de soberanía es totalmente legal según la «ley natural, internacional y estadounidense». El grupo enfatiza que el establecimiento de la República viene después de una "retractación" de los Estados Unidos, no una secesión.
Argumentan que, de tribu indígena en los Estados Unidos, han sido siempre una nación soberana, según el artículo sexto de la Constitución de los Estados Unidos, obligado al gobierno federal solamente por tratados. Así que la base legal para la independencia de la nación lakota constituye su retractación de los Tratados de Fort Laramie (1851 y 1868), y el rechazo de todas las leyes federales, decreto ley, y otras leyes desde entonces.
El grupo reivindica la autoridad para afirmar independencia proviene de un periodo largo de discusiones con jefes tradicionales y consejos tribales, incluyendo los de la reserva Rosebud.
El grupo reivindica el derecho a la retractación de los Tratados de Fort Laramie en consecuencia con la Declaración sobre los Derechos de los Pueblos Indígenas y la Convención de Viena sobre el Derecho de los Tratados. Means cita también la Ley Orgánica de 1889, exponiendo que las cláusulas que deberían proteger la soberanía indígena sobre tierra lakota no se han hecho caso.

## Motivaciones para la Independencia
Los portavoces de la República citan la Declaración Oglala de la Independencia de 1974:

Los Estados Unidos de América han violado constantemente los Pueblos Indígenas independientes de este continente por la demanda ejecutiva... Por sus acciones, los Estados Unidos les ha negado a todos indígenas sus derechos internacionales de los tratados, sus tierras de los tratados y sus derechos humanos fundamentales de la libertad y soberanía. El mismo gobierno que combatió contra la opresión y luchó por su propia independencia, ha cambiado totalmente su papel y se ha hecho el opresor del nativo pueblo soberano.

El grupo cita varias razones para su afirmación de soberanía, todas relacionadas con el "apartheid colonial", del sistema de las reservas indias en los Estados Unidos. El grupo sostiene que el control estadounidense ha conducido al desempleo, la pobreza y la enfermedad entre los lakota. Pretenden también que ciento cincuenta años de administración estadounidense son responsables de la pobreza estadística de las tierras lakotas. El grupo cree que la retractación de los Estados Unidos mitigará estos problemas y restablecerá la lengua y cultura lakota.